# Bastia–Poretta repülőtér
A Bastia–Poretta repülőtér (IATA: BIA, ICAO: LFKB) egy nemzetközi repülőtér Franciaországban, Bastia közelében. Éves utasforgalma 1 489 038 fő (2022).

## Légitársaságok és úticélok
| Légitársaság          | Célállomások |
| --------------------- | --- |
| Air Corsica           | Lyon, Marseille, Nizza, Párizs–Orly repülőtér Szezonális: Charleroi, Dole, Gothenburg, London–Stansted, Toulon                                                                                 |
| Air France            | Párizs–Orly repülőtér Szezonális: Bordeaux, Castres, Clermont-Ferrand, Lyon, Metz/Nancy, Montpellier, Nantes, Párizs-Charles de Gaulle repülőtér, Pau, Perpignan, Rennes, Strasbourg, Toulouse |
| Air France Hop        | Szezonális: Angers, Bordeaux, Rouen |
| ASL Airlines France   | Szezonális: Oujda, Párizs–Charles de Gaulle |
| Atlantic Airways      | Szezonális: Koppenhága |
| British Airways       | Szezonális: London–Heathrow |
| Brüsszel Airlines     | Szezonális: Brussels |
| Chalair Aviation      | Szezonális: Limoges, Perpignan |
| easyJet               | Szezonális: Berlin Schönefeld repülőtér, Bordeaux, London–Gatwick, London–Stansted, Lyon, Manchester, Nantes, Párizs–Charles de Gaulle, Toulouse, Venice                                       |
| easyJet Switzerland   | Szezonális: Basel/Mulhouse, Genf |
| Eurowings             | Szezonális: Berlin–Tegel, Köln/Bonn, Düsseldorf, Hamburg, München, Stuttgart, Bécs |
| Iberia                | Szezonális: Madrid |
| Lufthansa             | Szezonális: München, Frankfurt |
| Luxair                | Szezonális: Luxembourg |
| Norwegian             | Szezonális: Koppenhága, Stockholm–Arlanda |
| Scandinavian Airlines | Szezonális: Koppenhága, Stockholm–Arlanda |
| TUI fly Belgium       | Szezonális: Brüsszel |
| Volotea               | Szezonális: Beauvais, Brest, Bordeaux, Caen, Lille, Lyon, Madrid, Nantes, Rennes, Strasbourg, Toulouse                                                                                         |
| Vueling               | Szezonális: Barcelona |

## Futópályák
A repülőtér futópályái:
- 16/34 (2520 m)

## Forgalom
Az utasforgalom az elmúlt években az alábbi módon változott:
| Utasok száma | 593 000 | 658 000 | 727 000 | 698 000 | 841 921 | 829 568 | 1 011 820 | 1 126 096 | 1 502 698 | 1 489 038 |
|              | 1980    | 1987    | 1992    | 1996    | 2000    | 2005    | 2009      | 2013      | 2018      | 2022      |